# Білий Анатолій Олександрович
Анатолій Олександрович Білий (рос. Анато́лий Алекса́ндрович Бе́лый) (справжнє прізвище — Вайсман рос. Вайсман ; нар. 1 серпня 1972, Брацлав, Немирівський район, Вінницька область, Українська РСР) — російський актор театру, кіно, озвучування та дубляжу, сценарист і продюсер. Заслужений артист Російської Федерації (2006).
Виступив проти військового вторгнення Росії в Україну. В липні 2022 року звільнився з Московського Художнього театру і виїхав з Росії.

## Біографія
Анатолій Білий народився у Брацлаві 1 серпня 1972 року. Псевдонім «Білий» — це переклад прізвища з німецької на російську мову. Нерідко в титрах вказується під прізвищем Вайсман. Закінчивши в 1989 році школу, вступив до Куйбишевського авіаційного інституту ім. С. П. Корольова (нині Самарський державний аерокосмічний університет імені академіка С. П. Корольова), де навчався за фахом «електронно-обчислювальні машини, системи, комплекси та мережі». Паралельно з навчанням в інституті захоплювався грою на гітарі, брав участь в КВК, грав у народному молодіжному театрі.
Беручи активну участь в народному молодіжному театрі, зрозумів, що спеціальність, на яку він вчиться, — «не його». Таким чином, Анатолій Білий вирішив поїхати до Москви і там вступив до театрального училища ім. М. С. Щепкіна (майстерня Миколи Афоніна), яке закінчив у 1995 році. Згодом проходив строкову військову службу в Театрі Російської армії.
З 1998 року — актор Московського академічного музичного театру ім. К. С. Станіславського, з 2003 року — актор Московського Художнього театру ім. А. П. Чехова.
25 вересня 2015 року А. Білий відкривав театралізовані онлайн-читання творів А. П. Чехова «Чехов живий».
Анатолій з дитинства захоплюється спортом. Він — майстер спорту з акробатики і має навички з фехтування.
У 2013 році Білий взяв участь як актор у фільмі-катастрофі «Метро».
У 2021 році Білий зіграв в апокаліптичній драмі «КАРАнтин» фінської режисерки Діани Рінґо, а в 2022 році — у фантастичній стрічці «Мира» Дмитра Кисельова.
У 2024 році Білий здійснив російськомовне озвучення документального фільму Стівена Спілберга «Освенцим».
У липні 2022 року покинув Росію та іммігрував до Ізраїлю. Відтоді жив у Нетанії та працював у театрі «Гешер». У 2025 році зіграв державного обвинувача Андрія Вишинського у копродукційному європейському фільмі Сергія Лозниці «Два прокурори».

## Родина
- Перша дружина (1995—2006): Марина Голуб — актриса і телеведуча. Шлюб бездітний.
- Друга дружина (з 2006): Інесса Москвичова — дизайнер; у неї є від першого шлюбу дочка Катерина (нар.1998). Шлюб з А. Білим зареєстровано 1 червня 2013 року.
  - Діти від другого шлюбу: син — Максим (нар. 19.06.2007), дочка — Вікторія (нар. 29.06.2010).

## Творчість

### Театральні роботи
- «Ромео і Джульєтта» Шекспіра. Режисер: Роберт Стуруа, продюсерський центр «Новий глобус» — Меркуціо
- «Мата Харі». Режисер: Ольга Суботіна, «Стрєлков театр» спільно з Театром «А Парте» — Андрій
- «Зозуля», антреприза П. Гладіліна
- «Полонені духи». Режисер: Володимир Агеєв — Андрій Білий
- «Обломoff». Режисер: Михайло Угаров — Штольц
- «Москва — відкрите місто» — мініспектакль «Сет-2». Режисер: Ольга Суботіна
- «Відверті полароїдні знімки». Режисер: Кирило Серебренніков — Віктор
- "А, це інша ". Режисер: Ольга Суботіна — Герд
- «Трансфер». Режисер: Михайло Угаров — Олексій
- «Біла гвардія» М. О. Булгакова. Режисер Сергій Женовач — Шервінський
- «Король Лір». Режисер: Тадасі Судзукі — Лір
- «Примадонни» Режисер: Євген Писарєв — пастор Дункан
- «Людина-подушка» Мартін Макдона. Режисер: Кирило Серебренніков — Катуріан
- «Зображуючи жертву» — спектакль за однойменною п'єсою Братів Преснякових — кілька ролей. Режисер: Кирило Серебренніков.
- «Чайка» А. П. Чехова. Режисер: Олег Єфремов, версія 2001 року — режисер Н. Скорик — Тригорин.
- «Розенкранц і Гільденстерн мертві» Тома Стоппарда. Режисер: Павло Сафронов, «Інший театр» — Гільденстерн
- «Обрив» за І. Гончаровим — режисер Адольф Шапіро — Райський
- «Дуель» за А. П. Чеховим — режисер А. Яковлєв — Лаєвський
- «Тероризм» — режисер Кирило Серебренніков — кілька ролей
- «Лихо з розуму» — режисер О. Меньшиков — Загорецький
- «Дванадцята ніч», «Приборкання норовливої» — режисер Володимир Мірзоєв — Себастьян, Люченціо
- «Майстер і Маргарита» за однойменним твором М. О. Булгакова — режисер Янош Сас — Майстер
- «Околоноля» (рос.) — режисер Кирило Серебренніков — Єгор

### Фільмографія

#### Акторські роботи
- 1996 — Королі російського розшуку (телесеріал)
- 1999 — Мама — сутенер
- 2001 — Ідеальна пара (телесеріал)
- 2001 — Звичайні дні — Ларік
- 2001 — Хазяїн імперії (телесеріал) — Олег
- 2002 — Бригада — помічник Ігоря Введенського
- 2002 — Щоденник вбивці — Ілля
- 2003 — Спас під березами — бізнесмен Лисий
- 2003 — Смак вбивства
- 2003 — Наречена поштою / Mail Order Bride (Італія-США-РФ) — танцівник
- 2003 — Злодії та проститутки. Приз — політ у космос — охоронець Васі Сталіна
- 2004 — Мана (телесеріал) — слідчий Соболь
- 2005 — Талісман кохання (телесеріал) — Олександр Уваров
- 2005 — Той, що примножує печаль (телесеріал) — Олександр Серебровський
- 2006 — Вовкодав з роду Сірих Псів — Вінітар
- 2006 — Кінофестиваль (фільм) — Пашка Жук
- 2006 — Жесть (фільм) — Олександр
- 2006 — Сьомий день (фільм) — Микола
- 2007 — Давай пограємо — лікар Аполон Карлович
- 2007 — На шляху до серця (телесеріал) — Олексій Ковальов, кардіохірург
- 2007 — Ніколи не забуду тебе — Володимир Волін
- 2007 — Параграф 78 — Спам
- 2007 — Ярік (фільм) — Борис
- 2008 — Господа офицеры: Спасти императора (рос.) — комісар Бейтікс
- 2008 — Застава Жиліна — Терейкін, старший лейтенант, начальник застави
- 2008 — Помста: Зворотній бік кохання — Андрій Житков
- 2008 — Ніхто, крім нас — однокурсник Євгенія Левашова
- 2008 — Парі (фільм) — Ігор
- 2008 — Найкраща (телесеріал) — Андрій Сорін
- 2008 — Північний вітер (телесеріал) — Всеволод Гринько
- 2008 — Тихе сімейне життя — Гліб
- 2008 — Бережи мене, дощ — Євгеній Стєклов
- 2008 — Ехо з минулого (фільм) — Віктор Жуков
- 2009 — Брати Карамазови (телесеріал) — Іван Карамазов
- 2009 — Одна сім'я (телесеріал) — Жуков, директор дитячого будинку
- 2009 — Бажання (фільм) — Віктор, архітектор
- 2009 — Слідами Фенікса (телесеріал) — Олексій
- 2009 — Фонограма пристрасті — Косбуцький
- 2010 — Багряний колір снігопаду — Костянтин Герстель
- 2010 — Зона турбулентності
- 2010 — У стилі Jazz — актор
- 2010 — Сорок третій номер — Андрій Голота
- 2010 — Приватний розшук полковника у відставці — Денис Конишев
- 2010 — Хто я? (фільм) — слідчий
- 2011 — Фурцева (телесеріал) — Микита Всеволожський
- 2011 — Про що ще говорять чоловіки — Валерій, співробітник ФСБ
- 2011 — Пандора (телесеріал) — Андрій Вітяєв
- 2011 — Долина троянд (фільм) — Нуно
- 2012 — 1812: Уланська балада — Кікнадзе
- 2012 — Серпень. Восьме — Олексій, радник президента
- 2012 — Сталевий метелик — Григорій Ханін, опер
- 2012 — Довгонога і ненаглядний — Микола Ердман
- 2013 — Метро (фільм) — Влад Константинов
- 2013 — Вангелія (телесеріал) — Олексій Незнамов, радянський розвідник, лікар-гіпнотизер
- 2013 — Шлюб за заповітом 3. Танці на вугіллі — Ілля Ковальов
- 2013 — Я тебе ніколи не забуду (телефільм) — Сергій, водій
- 2013 — Обіймаючи небо — Іван Котов (дорослий)
- 2013 — Марафон (фільм) — Станіслав, ватерполіст
- 2013 — Міські шпіони (телесеріал) — Андрій Шпагін
- 2014 — Шагал — Малевич — Казимир Малевич
- 2014 — Купрін (телесеріал) — чоловік Віри
- 2015 — А зорі тут тихі… (фільм) — товариш «Третій», майор
- 2015 — Орлова та Александров — Григорій Александров
- 2015 — Бармен (фільм) — бармен
- 2015 — Війна статей — Костянтин
- 2015 — Сніг і попіл — Зіновій Борисович Вельямінов, полковник
- 2015 — Спадкоємці (фільм) — Герман Борисович Звонаревський, політолог
- 2015 — Терміново вийду заміж (фільм) — Микола
- 2015 — SOS, Дід Мороз, або Все здійсниться! — Микола Андрійович Орлов, директор «Авторадіо»
- 2016 — Чисте мистецтво — слідчий
- 2016 — Заплющ очі — батько Фоки
- 2016 — Стіна (телесеріал) — король Сигизмунд III
- 2016 — Метелик (фільм) — Серж
- 2016 — Я кохати тебе буду, можна? — Вадим
- 2017 — Вибухова хвиля (фільм) — Денис Брунов
- 2017 — Оптимісти — Черних
- 2017 — Дім порцеляни (телесеріал) — Валерій Лужин, генерал КГБ
- 2017 — Переплутані — Борис Морозов
- 2017 — Садове кільце (телесеріал) — Андрій
- 2017 — Портрет другої дружини (телесеріал) — Юрій Ратников
- 2018 — День до — батько Мишка і Насті
- 2018 — Ворона (телесеріал) — майор Сергій Кабанов, слідчий
- 2019 — Вокально-кримінальный ансамбль — Аркадій Семенович Золотаревський, співак, зірка радянської естради
- 2019 — Колл-центр (телесеріал) — Ігор Маркович Зуєв, підполковник ФСБ, біологічний батько Каті
- 2021 — КАРАнтин — Фелікс
- 2022 — Мира — Арабов
- 2025 — Два прокурори — Андрій Вишинський, державний обвинувач

#### Озвучування та дубляж
- 1999 — Dino Crisis (комп'ютерна гра) — Гейл
- 2001 — Мексиканець — Джеррі Велбах (роль Бреда Пітта)
- 2001 — Хардбол — Конор О'Ніл
- 2001 — Зразковий самець — Хансел
- 2002 — 40 днів і 40 ночей — Чіс
- 2002 — В чужому ряду — Фінч
- 2002 — Ідентифікація Борна — професор /спеціаліст #2
- 2002 — К-19 — Куришев
- 2002 — 8 миля — Девід Ф'ючер Портер
- 2002 — Володар перснів: Дві вежі — Еомер
- 2003 — Подвійний форсаж — Тедж
- 2003 — Халк — Халк (Marvel Comics)
- 2003 — У пастці часу — Френк Гордон
- 2003 — Любов за правилами і без — лікар Джуліан Мерсер
- 2004 — Остаточний монтаж (фільм) — Флетчер
- 2004 — Забираючи життя — Пекетт
- 2004 — Троя — Гектор
- 2004 — Шрек 2 — принц Чамінг
- 2004 — Дванадцать друзів Оушена — Франсуа Тулур / нічний лис
- 2005 — Перекладачка (фільм) — Тобін Келлер
- 2006 — Не впійманий — не злодій (фільм) — Далтон Рассел
- 2006 — Князь Володимир (мультфільм) — Ярополк
- 2006 — Поліція Маямі: Відділ моралі — Монтойя
- 2007 — Тринадцять друзів Оушена — Франсуа Тулур
- 2007 — Шрек 3 — принц Чамінг
- 2007 — Війна і мир (телесеріал, 2007) — Долохов
- 2007 — P. S. Я люблю тебе (фільм, 2007) — Деніел Коннеллі
- 2008 — Замерзла з Маямі — Тед Мітчелл
- 2009 — Приколісти — Кларк
- 2009 — Атака Кобри — Командир Кобри (Рекс Льюїс/Доктор)[en]
- 2010 — Турист (фільм) — інспектор Джон Ейксон
- 2010 — Король говорить! — Король Едуард VIII
- 2011 — Ханна. Досконала зброя — Ерік Геллер
- 2013 — Форсаж 6 — Оуен Шоу (Люк Еванс)
- 2013 — Джобс: Імперія спокуси — Майк Марккула
- 2013 — Ромео і Джульєтта — синьор Капулетті
- 2013 — Майстер тай-цзи — Донака Марк
- 2013 — 47 Ронін — Кай (Кіану Рівз)
- 2014 — Дракула — князь Влад Дракула (Люк Еванс)
- 2017 — Святковий переполох — Джеймс (Жиль Леллуш)
- 2017 — Ведмеді Камчатки. Початок життя — закадровий голос
- 2024 — Освенцім — закадровий голос[8][9]

## Нагороди та призи
- 2001 — Театральна премія «Комсомольської правди» за роль Штольца в спектаклі «Обломоff».
- 2002 — Лауреат театральної премії «Чайка» у номінації «Деякі люблять гарячіше» за роль у виставі «Відверті полароїдні знімки», спільно з Євгеном Писарєвим.
- 2003 — Лауреат театральної премії «Чайка» у номінаціях «Маска Зорро» за кращу чоловічу роль і «Синхронне плавання», спільно зі своїми партнерами по спектаклю за спектакль «Полонені духи».
- 2006 — «Заслужений артист Російської Федерації».
- 2007 — Лауреат театральної премії «Чайка» у номінаціях «Маска Зорро» (краща драматична роль) і «Синхронне плавання», спільно зі своїми партнерами по спектаклю за спектакль «Людина-подушка».
- 2008 — Лауреат премії Благодійного фонду Олега Табакова разом з іншими творцями вистави «Людина-подушка» МХТ ім. А. П. Чехова, режисер Кирило Серебренніков, художник Микола Симонов, акторський ансамбль: Анатолій Білий, Олексій Кравченко, Сергій Сосновський, Юрій Чурсін) «За здатність відкривати нові можливості акторського мистецтва в пізнанні химерних вигинів людської психіки».